# Helmut Haumann

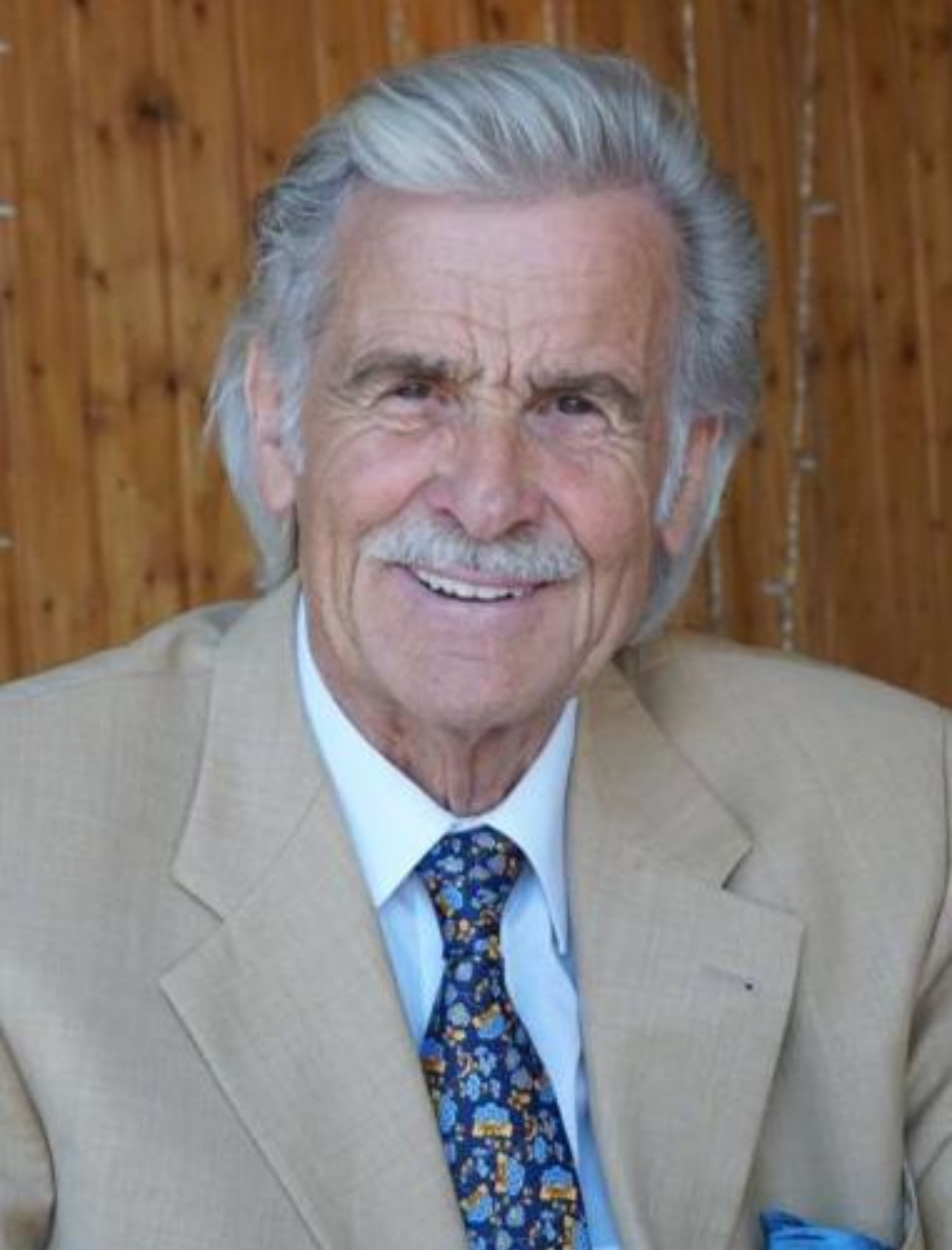
Helmut Haumann 2023

Helmut Haumann (* 26. Juli 1940 in Köln) ist ein deutscher Energiemanager, Kommunalpolitiker und Initiator und Förderer sozialer, sportlicher und kultureller Projekte.
Er war hauptamtlicher Fraktions-Geschäftsführer der CDU im Rat der Stadt Köln, bevor er 1989 in den Vorstand der GEW Köln AG wechselte. Als Vorstandsvorsitzender verantwortete er ab 1999 den Umbau des Unternehmens zur Holding und die Gründung der RheinEnergie AG. Nach seinem beruflichen Ruhestand leitete er mehrere Jahre die von ihm gegründeten RheinEnergie-Stiftungen. Außerdem engagierte er sich bis 2023 ehrenamtlich als Vorsitzender des Fördervereins Romanische Kirchen Köln e. V.

## Leben

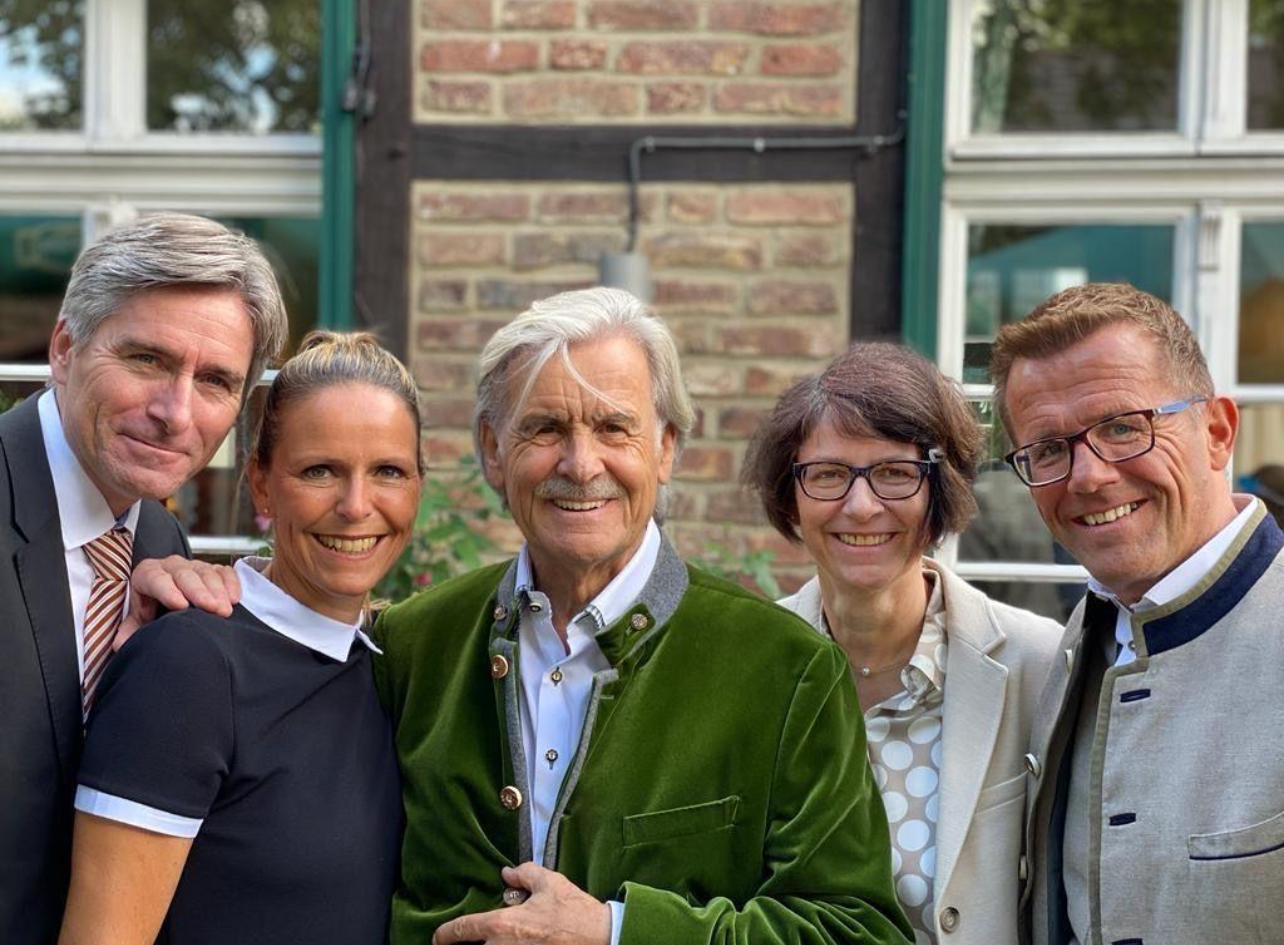

Helmut Haumann wuchs in Köln in einem katholischen Elternhaus mit zwei älteren Geschwistern auf. Nach einer Ausbildung als Vermessungstechniker folgte ein Ingenieur-Studium der Geodäsie, das er als Diplom-Ingenieur abschloss.
Haumann ist seit 2011 verwitwet. Mit seiner Ehefrau Christine hat er vier Kinder und ist Großvater von elf Enkeln.

## Wirken

### Beruf
Von 1975 bis 1989 war Haumann Mitglied des Rates der Stadt Köln, davon 10 Jahre als hauptamtlicher Fraktions-Geschäftsführer der CDU.
Im Jahr 1989 wurde Haumann in den Vorstand der damaligen GEW Köln AG berufen, nachdem er vorher Aufsichtsratsvorsitzender war, und die später in RheinEnergie AG umbenannt wurde. Dort verantwortete er zunächst das Ressort Technik mit den Energie- und Wassernetzen sowie den Bereich Wassergewinnung. Dem Fachverband DVGW (Deutsche Vereinigung des Gas- und Wasserfachs) stand er als Präsident für zwei Jahre vor.
Im Jahr 1999 übernahm er den Vorstandsvorsitz bei der GEW. Schließlich war er im Jahr 2002 mitverantwortlich für den Ausbau der GEW zur überregionalen RheinEnergie AG.
Er initiierte die „GEW-Stiftung Jugend/Beruf, Wissenschaft“ sowie die RheinEnergie Stiftungen „Familie“ und „Kultur“. Letztere erhielten ein Stiftungskapital von 30 Millionen Euro.

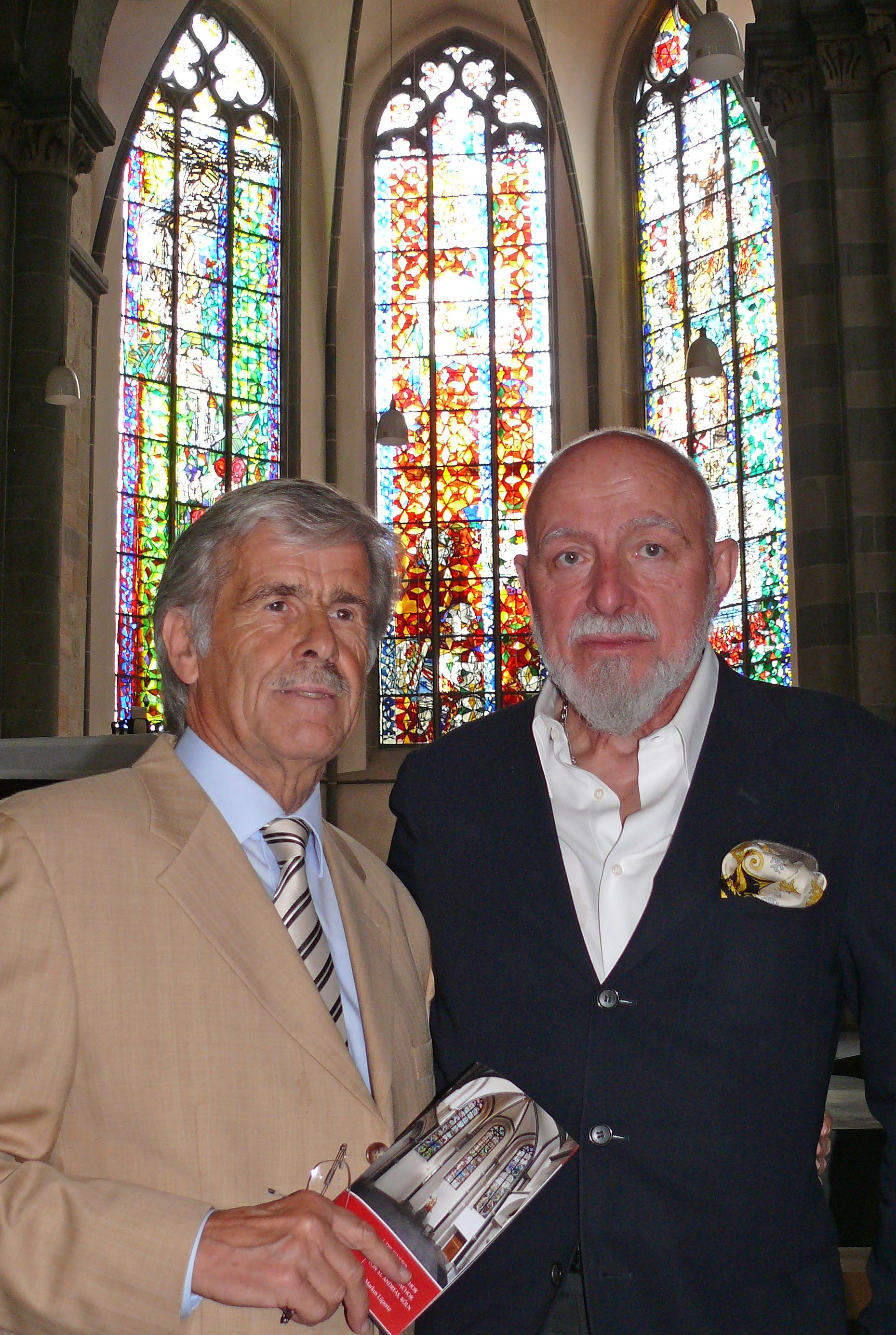
Professor Markus Lüpertz und Helmut Haumann vor den Fenstern des Machabäerchors in der Dominikanerkirche St. Andreas in Köln

### Ehrenamtliche Tätigkeiten

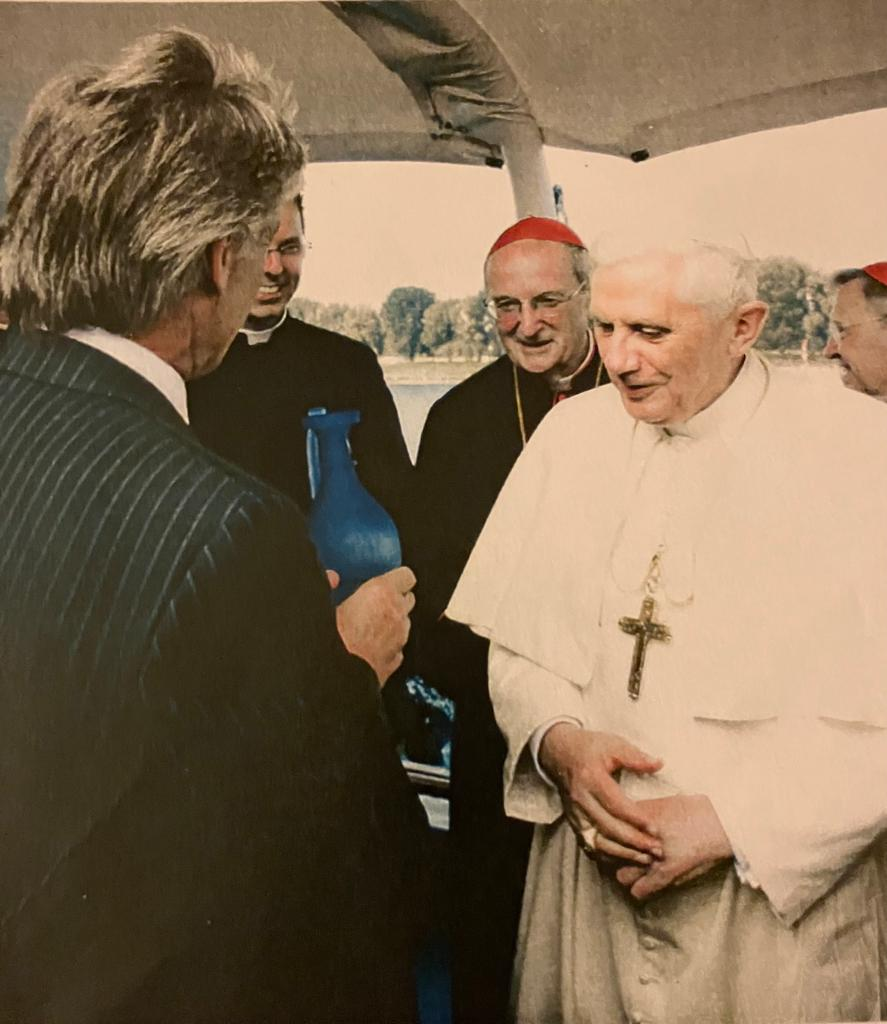
Helmut Haumann empfängt Papst Benedikt XVI auf der MS RheinEnergie anlässlich des Weltjugendtags 2005

Von 2002 bis Ende 2023 war Haumann Vorsitzender des Fördervereins Romanische Kirchen Köln e. V. In der Dominikanerkirche St. Andreas setzte er sich dafür ein, farbige Kirchenfenster des Künstlers Markus Lüpertz einzusetzen. Dies wurde 2010 abgeschlossen und durch Kardinal Meisner eingeweiht.
Haumann baute das ehemalige Familien-Ferienheim zu einem gemeinnützigen Familienhotel um. Nach vorübergehender coronabedingter Schließung diente das Haus als Zwischennutzung der Unterbringung ukrainischer Familien.

Haumann war fast zwei Jahrzehnte lang Aufsichtsratsvorsitzender beim Festkomitee Kölner Karneval, Verwaltungsratsvorsitzender beim 1. FC Köln und Mitinitiator beim Bau des neuen Rheinenergiestadions.

## Auszeichnungen und Ehrungen
- Bundesverdienstkreuz
- 2001 Ehrensenator der technischen Hochschule Köln[9]
- 2004 Energiemanager des Jahres[10]
- 2010 Ernennung zum Ritter des Gregorius Ordens durch Papst Benedikt XVI.[11]
- 2023 Ehren-Vorsitzender des Fördervereins Romanische Kirchen Köln e.V.
- 2025 Rheinlandtaler in der Kategorie Kultur